# 中國的宗教：儒教與道教
《中國的宗教：儒教與道教》（德語：Konfuzianismus und Taoismus），是德國經濟學家和社會學家馬克思·韋伯1915年在德國出版的著作。改編版本出現在1920年。英譯本在1951年出版。

## 背景
這是他的第二本的主要著作，在《新教倫理與資本主義精神》之後。韋伯專注於中國社會與西方社會和清教不同的那些方面，並且引出了一個問題，為什麼資本主義並沒有在中國發展。
從時間順序來看，他專注於中國歷史的早期階段（百家爭鳴，戰國時期），在中國主要的思想流派（儒家，道家）發明的期間。
在此期間，他專注於中國城市的發展，中國的世襲制和官場，與中國宗教的問題，因為這些是中國的發展與歐洲的路線差異最鮮明的方面。